# Сосновское сельское поселение (Томская область)
Сосно́вское се́льское поселе́ние — муниципальное образование (сельское поселение) в Каргасокском районе Томской области, Россия. В состав поселения входят 2 населённых пункта. Административный центр поселения — село Сосновка. Население — 290 чел. (2021).

## История
История поселения началась с 1931 года, когда спецпереселенцами были основаны сёла Сосновка и Восток. Поселенцы занимались в основном животноводством — разводили овец, крупный рогатый скот, свиней, кур, лошадей.
В 1950-х гг. поселенцы стали уезжать из этих мест, население серьёзно сократилось. Из всех населённых пунктов остались два — Сосновка и Восток. Оставшееся население помимо животноводства стало заниматься лесозаготовками. Существовал маслозавод, производились молочные продукты, а также дёготь и смола. Работала рыбоартель.
В 2005 году было образовано сельское поселение, куда вошли вышеупомянутые два населённых пункта — Сосновка и Восток.

## География
Поселение располагается на протоке Оби чуть выше по течению райцентра — села Каргасок. Площадь — 171,11 км².
Рельеф местности — плоский, равнинный, заболоченный. Бо́льшую часть поселения (60 %) занимают леса, остальное — болота. В лесах растут в основном кедр, сосна, пихта, лиственница, осина, берёза.
В лесах обитают медведь, волк, белка, лось, рябчик, глухарь, водоплавающие птицы. Местное население ведёт в лесах заготовку дикоросов, грибов, кедровых орехов.

## Население
| 2002 | 2010 | 2012 | 2013 | 2014 | 2015 | 2016 |
| ---- | ---- | ---- | ---- | ---- | ---- | ---- |
| 568  | ↘425 | ↘416 | ↘412 | ↘411 | ↘403 | ↘402 |
| 2017 | 2018 | 2019 | 2020 | 2021 |      |      |
| ↘401 | ↘392 | ↘383 | ↘380 | ↘290 |      |      |

## Населённые пункты и власть
| Населённый пункт | Население (01.08.2012) | Население (01.07.2013) |
| ---------------- | ---------------------- | ---------------------- |
| с. Сосновка      | 286                    | 339                    |
| пос. Восток      | 130                    | 155                    |

Возрастная структура населения на 1 июля 2013 года: дети — 80 человек, взрослые — 385, пенсионеры — 140.
Сельским поселением управляют глава поселения и Совет. Глава сельского поселения — Деев Андрей Михайлович.

## Экономика
Основу местной экономики составляют сельское хозяйство, розничная торговля, сбор дикоросов (брусника, голубика, черника, клюква). Работают восемь магазинов, хлебопекарня. Разводят крупный рогатый скот, овец, лошадей, птицу, кроликов, коз, свиней.

## Образование, социальная сфера и культура
На территории поселения работают: одна школа, два детских сада, два фельдшерско-акушерских пункта, два дома культуры, одна библиотека.